# Ekspedycja 61
Ekspedycja 61 – wyprawa na Międzynarodową Stację Kosmiczną, którą 3 października 2019 r. rozpoczęło oddokowanie statku kosmicznego Sojuz MS-12. Ekspedycji dowodzi astronauta ESA Luca Parmitano, który został trzecim europejskim – i jednocześnie pierwszym włoskim – astronautą dowodzącym MSK. Parmitano wraz ze swoimi kolegami z Sojuz MS-13 Aleksandrem Skworcowem, Andrew Morganem oraz Christiną Koch z Sojuzu MS-12 został przeniesiony z Ekspedycji 60. Dołączyli do nich Oleg Skripoczka i Jessica Meir, którzy na pokładzie Sojuzu MS-15 wystartowali 25 września 2019 r.

## Załoga
| Pozycja         | Członek załogi                                 |                                                |
| --------------- | ---------------------------------------------- | ---------------------------------------------- |
| Dowódca         | Luca Parmitano, ESA · Drugi lot kosmiczny      | Luca Parmitano, ESA · Drugi lot kosmiczny      |
| Inżynier lotu 1 | Aleksandr Skworcow, RSA · Trzeci lot kosmiczny | Aleksandr Skworcow, RSA · Trzeci lot kosmiczny |
| Inżynier Lotu 2 | Andrew Morgan, NASA · Pierwszy lot kosmiczny   | Andrew Morgan, NASA · Pierwszy lot kosmiczny   |
| Inżynier Lotu 3 | Christina Koch, NASA · Pierwszy lot kosmiczny  | Christina Koch, NASA · Pierwszy lot kosmiczny  |
| Inżynier Lotu 4 | Oleg Skripoczka, RSA · Trzeci lot kosmiczny    | Oleg Skripoczka, RSA · Trzeci lot kosmiczny    |
| Inżynier Lotu 5 | Jessica Meir, NASA · Pierwszy lot kosmiczny    | Jessica Meir, NASA · Pierwszy lot kosmiczny    |

## Inne załogi lotów kosmicznych na MSK
Zgodnie z dokumentem FPIP (Flight Planning Integration Panel) uzyskanym przez NASAspaceflight.com w czerwcu 2019 r., Ekspedycja 61 została wstępnie zaplanowana na dwukrotne odwiedziny statku kosmicznego Development Crew Development.
- Misja Crew Dragon Demo-2 z amerykańskimi astronautami Bobem Behnkenem i Douglasem Hurleyem miała zaplanowaną datę premiery 15 listopada 2019 r. I lądowania 22 listopada, a pomiędzy nimi krótki pobyt na MSK.
- Test lotu załogi Boeinga kapsułki Starliner miał zaplanowaną datę premiery 30 listopada 2019 r. W ten sposób amerykańscy astronauci Mike Finke, Nicole Mann i Chris Ferguson dokują do Międzynarodowej Stacji Kosmicznej 1 grudnia i pozostaną na stacji do maja 2020 r; nie jest jasne, czy astronauci byliby formalnie uznani za odwiedzających MSK, członków załogi Ekspedycji 61, czy też zachęcali do rozpoczęcia Ekspedycji 62.

## Spacery
Załoga Ekspedycji 61 przeprowadziła dziewięć spacerów kosmicznych, więcej niż którakolwiek z ekspedycji w historii MSK.
Przeprowadzono cztery spacery kosmiczne w celu naprawy spektrometru magnetycznego alfa. Naprawę przeprowadzili astronauta ESA Luca Parmitano i astronauta NASA Andrew Morgan. Obaj byli wspierani przez astronautki NASA: Christinę Koch i Jessicę Meir, które obsługiwały ramię robota Canadarm2 z wnętrza stacji. Te cztery spacery kosmiczne opisano jako „najtrudniejsze od czasu napraw Hubble’a”.
Wiele spacerów kosmicznych wykonano w celu naprawy i ulepszenia akumulatorów MSK. Historyczny był jednak spacer wykonany w dniu 18 października 2019 przez Christinę Koch i Jessicę Meir. Był to pierwszy w historii spacer kosmiczny wykonany tylko przez kobiety.

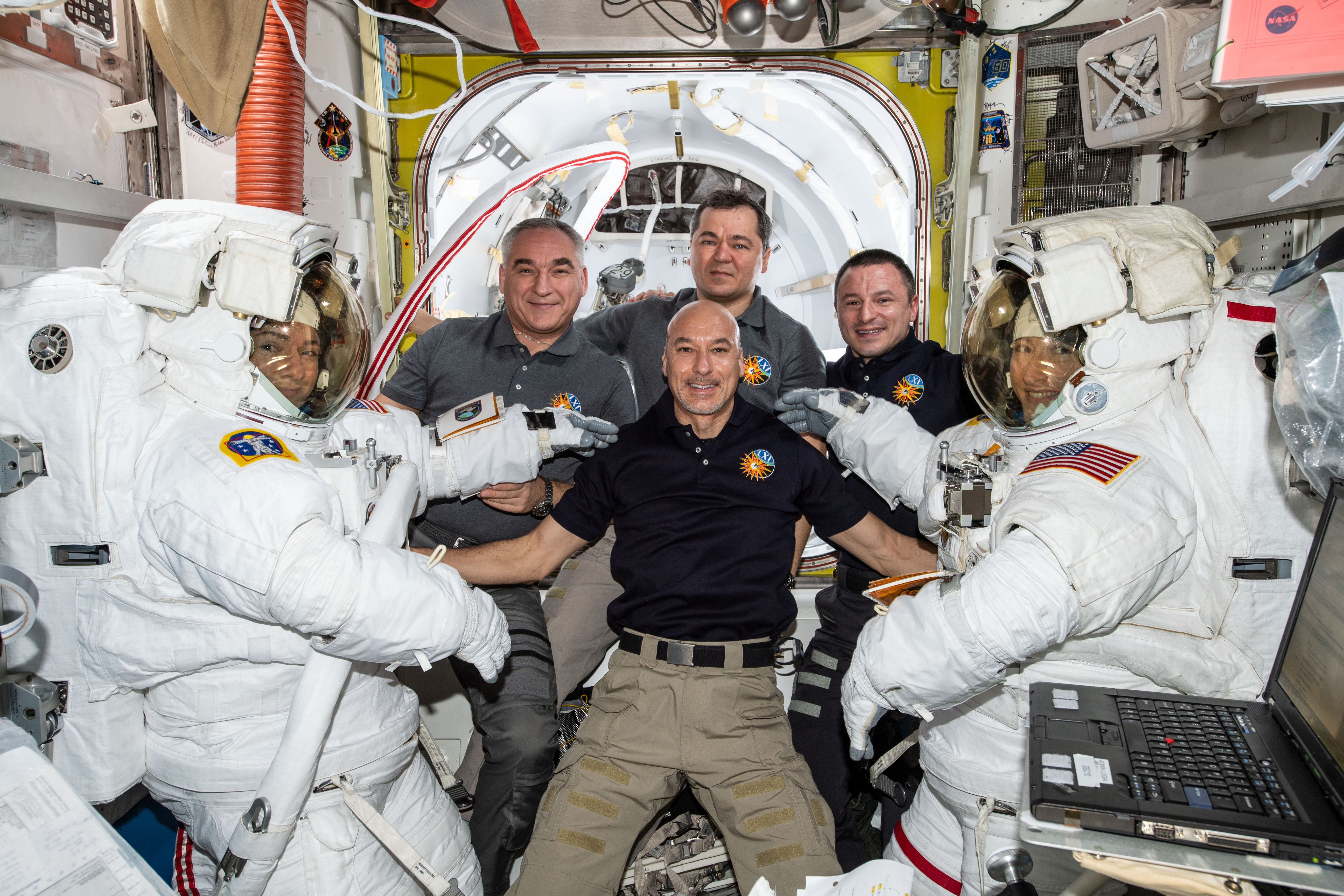
Jessica Meir (po lewej) i Christina Koch (po prawej) przed ich spacerem, obok (od lewej) Aleksandr Skvortsov, Luca Parmitano (dowódca), Oleg Skripochka i Andrew Morgan